# Pilea iteophylla
Pilea iteophylla är en nässelväxtart som beskrevs av Ignatz Urban och Ekman. Pilea iteophylla ingår i släktet pileor, och familjen nässelväxter. Inga underarter finns listade i Catalogue of Life.